# 馮檝
馮檝（？年—1152年），字濟川，自號不動居士，小溪縣人，政和八年進士，建炎元年（1127年）除正字，三年（1129年）遷司勳員外郎。苗劉之變貽書諭以禍福，紹興中知涪州，奏免瀘、敘、長寧招兵之擾，仕至敷文閣直學士、左中奉大夫，紹興二十二年六月卒。